# Sommarnattens skeende
Sommarnattens skeende var ett TV-program som gick i SVT2 mellan 1993 och 1998. Programmet leddes av Christoffer Barnekow och Gunnel Werner. Diskussionerna rörde konst, litteratur och aktuella händelser.
Hans Åkerhjelm och Conny Malmqvist stod för vinjettmusiken.